# Søren Andersen (calciatore 1970)
Søren Andersen (Århus, 31 gennaio 1970) è un ex calciatore danese, di ruolo attaccante.